# Katey Sagal
Catherine Louise „Katey” Sagal (n. 19 ianuarie 1954, Hollywood, California, SUA) este o actriță și cântăreață americană. Este cunoscută mai ales pentru că a jucat rolurile Peggy Bundy din Familia Bundy (1987-1997), Leela din serialul animat Futurama (1999-2013), Cate Hennessy din 8 simple rules (2002-2005) și Gemma Teller Morrow din Sons of Anarchy (2008-2014).
Mama ei, Sara Swilling, a fost producător și scenarist și a murit de o boală de inimă în 1975, la vârsta de 48 de ani. Tatăl său, Boris Sagal, a fost regizor și producător, a murit accidental pe platourile de filmare pentru Al treilea război mondial în 1981, la vârsta de 57 de ani.
După ce a absolvit facultatea la Institutul de Arte din California, Katey și-a lansat cariera de actorie la începutul anilor 1970, jucând în numeroase filme de televiziune. Primul ei rol major a fost în sitcomul Mary din 1985. Datorită acestui rol, a obținut rolul principal în sitcomul Familia Bundy în 1987, la vârsta de 33 de ani; serialul a avut un succes uriaș în cei zece ani de difuzare.
În 2011 a primit premiul Globul de Aur pentru cea mai bună actriță de televiziune (dramă) pentru rolul din Sons of Anarchy (al cărui creator este soțul ei, Kurt Sutter).
În 2016 a obținut rolul mamei lui Penny, interpretată de Kaley Cuoco, într-un episod din cel de-al zecelea sezon al sitcom-ului Teoria Big Bang.

## Legături externe
- Materiale media legate de Katey Sagal la Wikimedia Commons
- Katey Sagal la Internet Movie Database